# Першилин, Константин Георгиевич
Константи́н Гео́ргиевич  Першилин (род. 1 января 1934) — директор федерального государственного унитарного предприятия "Учебно-опытное хозяйство «Тулинское» федерального государственного образовательного учреждения высшего профессионального образования «Новосибирский государственный аграрный университет», доктор сельскохозяйственных наук, профессор, заслуженный агроном РСФСР (1981), проректор НГАУ, председатель совета директоров учхозов Российской Федерации, кавалер ордена «За заслуги перед Отечеством» трёх степеней.

## Биография
Константин Георгиевич Першилин родился 1 января 1934 года в Ростове-на-Дону.
В 1952 году окончил ремесленное училище №1 города Новосибирска по специальности «слесарь по ремонту промышленного оборудования» и был направлен на завод «Сибсельмаш» п/я 155 в цех №1.
В 1954 году был призван в ряды Советской Армии. После демобилизации поступил на 3-й курс Колыванского сельскохозяйственного техникума, который окончил с отличием в 1958 году и получил специальность «младший агроном».
С 1958 по 1960 год работал агрономом колхоза «Рассвет» Мошковского района.
С 1960 по 1962 год был управляющим Сокурского откормочного совхоза.
С 1962 года работает в учебно-опытном хозяйстве «Тулинское» Новосибирского государственного аграрного университета.
До 1964 года был бригадиром тракторно-полеводческой бригады №1, затем 15 лет был главным агрономом.
С 1979 по 2011 год был директором, а с 2011 года по наше время является генеральным директором ОАО племзавод «Учхоз Тулинское».
Весной 1989 года избран народным депутатом СССР  от профессиональных союзов СССР.
Профессиональный работник не стал бы таким умелым руководителем, не обладай он еще и сильным характером, практическим умом и пресловутой хозяйственной сметкой. Старожилы помнят, как Першилин, не являясь еще директором учхоза, брал на себя решение проблем уровня первого руководителя. Помнят, как он стремился помочь людям, пренебрегая бюрократическими «обязательностями» и тем самым спасая их от тягостной волокиты.
В 1965 году заочно окончил Новосибирский сельскохозяйственный институт по специальности «ученый агроном», звание профессора присвоено в 1991 году.
Является заведующим кафедрой «Прогрессивных технологий в сельском хозяйстве» Новосибирского государственного аграрного университета.
Все виды деятельности аграрного хозяйства, практические и теоретические, Константин Георгиевич Першилин пропустил через себя: он работал и учился, защищал диссертацию и работал, работал и преподавал. Ему надо было вывести учхоз в передовые и как сельскохозяйственное предприятие и как учебный цех. И директор добился успеха. Специалисты, коллеги по сельхозинституту, чиновники признавали это и неоднократно отмечали, что руководимое Першилиным хозяйство процветает по многим направлениям, так как здесь упорно работают «над внедрением новейших достижений науки и передового опыта, а также прогрессивных технологий».

## Семья
Привязанность Першилина к земле переняли дети: двое сыновей, один из них, Владимир, в 2011 году награждён медалью ордена «За заслуги перед Отечеством» II степени, возглавляют сельскохозяйственные предприятия, внук учится в сельхозинституте, жена также была работником сельского хозяйства, сейчас на пенсии.

## Награды
- медаль «В ознаменование 100-летия со дня рождения Владимира Ильича Ленина» (1970)
- орден «Знак Почета» (1971)
- орден Трудового Красного Знамени (1976)
- почетное звание «Заслуженный агроном РСФСР» (2 октября 1981 года) — за заслуги в области сельского хозяйства[3]
- орден Ленина (1986)
- медаль «Ветеран труда»
- юбилейная медаль «50 лет Победы в Великой Отечественной войне 1941—1945 гг.» (1995)
- юбилейная медаль «300 лет Российскому флоту» (1996)
- орден «За заслуги перед Отечеством» IV степени (14 декабря 1996) — за заслуги перед государством, успехи, достигнутые в труде, и большой вклад в укрепление дружбы и сотрудничества между народами[4]
- орден «За заслуги перед Отечеством» III степени (5 марта 2001) — за большой личный вклад в развитие сельскохозяйственного производства и многолетний добросовестный труд [5]
- медаль «200 лет МВД России» (2002)
- Знак отличия «За заслуги перед Новосибирской областью» (24 апреля 2003 года)[6]
- юбилейная медаль «60 лет Победы в Великой Отечественной войне 1941—1945 гг.» (2005)
- орден «За заслуги перед Отечеством» II степени (31 мая 2006) — за высокие достижения в области сельского хозяйства, подготовку высококвалифицированных специалистов и многолетний добросовестный труд [7]
- орден «Ключ дружбы» (21 февраля 2008 года) — за многолетнюю плодотворную  работу,  высокий  профессионализм,  значительный вклад в социально-экономическое развитие области[8]
- Медаль «За заслуги во имя созидания» (Алтайский край) (25 декабря 2008 года) — за большой личный вклад в развитие агропромышленного комплекса Алтайского края и в связи с юбилеем[9]
- Почетная грамота Новосибирского областного Совета депутатов (13 января 2009 года) — за многолетний добросовестный труд, высокие производственные показатели в сельскохозяйственном производстве и активную общественную позицию и в связи с 75-летием со дня рождения[10]
- Благодарность Новосибирского областного Совета депутатов (2009 год) — за активное участие в развитии и совершенствовании законодательства Новосибирской области и в связи с 15-летием законотворческой деятельности[11]
- юбилейная медаль «65 лет Победы в Великой Отечественной войне 1941—1945 гг.» (2010)
- орден Почёта (13 мая 2010) — за достигнутые трудовые успехи и многолетнюю добросовестную работу[12]
- Почетная грамота Совета депутатов Новосибирского района Новосибирской области (19 декабря 2013 года) — за многолетний безупречный труд, высокие достижения в производственной сфере укрепления экономики Новосибирского района и в связи с 80-летием со дня рождения[13]
- медаль «За заслуги перед обществом» (Алтайский край) (25 декабря 2013 года) — за социально значимую общественную деятельность во благо Алтайского края[14]
- Грамота Президента Республики Саха (Якутия) (27 декабря 2013 года) — за выдающиеся достижения в области сельского хозяйства и многолетний добросовестный труд[15]
- почётное звание «Почетный гражданин Промышленновского района» (16 января 2014 года)[16]
- Медаль Алексея Леонова (2014 год) — за внедрение новых инновационных технологий в растениеводстве и животноводстве и подготовку кадров для  Кемеровской  области[17]
- Почетная грамота Законодательного Собрания Новосибирской области (23 апреля 2015 года)  — за многолетний добросовестный труд, вклад в социально-экономическое развитие Новосибирской области и в связи с празднованием 70-летия со дня Победы в Великой Отечественной войне[18]
- юбилейная медаль «80 лет Новосибирской области» (2016 год) — за плодотворную профессиональную и общественную деятельность, оказавшую положительное влияние на социально-экономическое и культурное развитие Новосибирской области[19]
- Медаль Покрышкина (9 ноября 2016 года) — за доблестное служение Отечеству, активное участие в военно-патриотическом воспитании граждан, за значительный вклад в увековечение памяти воинов-сибиряков[20]
- орден святого преподобного Серафима Саровского III степени
- медаль преподобного Сергия Радонежского I степени — за духовное и нравственное воспитание молодежи
- медаль «За служение Кузбассу»
- медаль «За вклад в развитие агропромышленного комплекса» I степени
- медаль «За вклад в развитие Новосибирской области»
- золотая медаль ВДНХ[21]
- серебряная медаль ВДНХ
- бронзовая медаль ВДНХ

## Чины и ранги
- Академик Академии Аграрного Образования.
- Председатель Совета директоров всех учхозов России.
- Избирался депутатом СССР.
- Член общественной палаты Новосибирской области,
- Сопредседатель совета Агропромышленного комплекса при губернаторе Новосибирской области.